# Осиновка (Слободской район)
Осиновка — опустевшая деревня в Слободском районе Кировской области в составе Озерницкого сельского поселения.

## География
Находится на расстоянии примерно 55 км на север-северо-запад от районного центра города Слободской.

## История
Известна была с 1873 года, когда здесь (тогда починок Осиновский) было учтено дворов 5 и жителей 52, в 1905 20 и 147, в 1926 28 и 159, в 1950 37 и 140, в 1989 проживало 192 человека. По состоянию на 2020 год опустела.

## Население
Постоянное население  составляло 118 человек (русские 100%) в 2002 году, 1 в 2010.